# Robert Braet
Robert Braet (11 de fevereiro de 1912 - 23 de fevereiro de 1987) foi um futebolista belga que competiu na Copa do Mundo FIFA de 1938.